# Vio Island
Vio Island ist eine zu Fidschi gehörende Insel vor der Küste von Viti Levu.
Vio Island liegt auf einem Saumriff vor dem Hafen von Lautoka im Nordwesten von Fidschis Hauptinsel. Von Viti Levu ist es durch einen etwa 280 Meter breiten Kanal getrennt, wobei die schiffbare Breite nur knapp 150 Meter beträgt. Inklusive des Mangrovenwaldes ist die flache Insel 580 m lang und 260 m breit. Auf Vio Island leben rund 250 Menschen.
Die Insel ist seit 2018 durch eine 650 m lange Unterwasserpipeline an das Trinkwassernetz Lautokas angeschlossen. In Zusammenarbeit mit der Leonardo-DiCaprio-Stiftung wurde im Jahr 2019 eine Photovoltaikanlage in Betrieb genommen, die die Haushalte der Insel mit elektrischem Strom versorgt.